# フィリップ・アントルモン
フィリップ・アントルモン（Philippe Entremont, 1934年6月7日 - ）は、フランスのピアニスト・指揮者。

## 人物・来歴
フランスのランスで生まれ、早くからピアノを始めた。父は指揮者兼ヴァイオリニスト、母はピアニストという音楽家の家庭であった。
8歳でフランスを代表するピアニストであったマルグリット・ロンに師事、2年後にパリ音楽院に入学しジャン・ドワイアンに師事。14歳で室内楽プルミエリ（一等賞）を受賞し、翌年にピアノで同賞を得て卒業。17歳でエリザベート王妃国際音楽コンクール（1951年）に入賞。ロン＝ティボー国際コンクール（1953年）では、最高位の2位と最高月桂冠賞を受賞。また、ハリエット・コーエン・ピアノ・メダルを、イギリス人以外としては初めて、かつ最年少で授与された。
フランスのレジオンドヌール勲章コマンドゥール、国家功労勲章コマンドゥール、芸術部門の最高位フランス芸術文化勲章コマンドゥール、メリット勲章のほか、オーストリアの芸術科学名誉一等十字勲章を受章。
ブリュッセルのベラルテ財団総裁、フォンテーヌブロー・アメリカ音楽院の院長を務める。

## 活動歴
レナード・バーンスタイン、ユージン・オーマンディ、ピエール・ブーレーズ、小澤征爾、シャルル・デュトワ、ミシェル・プラッソンなどの指揮者たちとの数々の名演で知られる。さらに、アンドレ・ジョリヴェ、イーゴリ・ストラヴィンスキー、ダリウス・ミヨーらの作品を、作曲家自身の指揮のもとレコーディングを行っている。
ウィーン国立音楽院で教鞭をとり、ウィーン室内管弦楽団では指揮・音楽監督を30年間にわたり務め、現在は終身桂冠指揮者に就いている。またサント・ドミンゴ国際音楽祭の音楽監督も務めるなど多彩に活躍している。こうした功績により、フランス政府からレジオン・ドヌール勲章、芸術部門の最高位フランス芸術文化勲章、メリット勲章を贈られ、またオーストリア芸術科学十字勲章も受章している。名実共に現代フランスを代表するピアニスト・指揮者である。120種類を超えるレコーディングの中にはディスク大賞やグラミー賞ノミネートを受けたものも数多い。初来日は1966年である。
NHK教育テレビで放送された『スーパーピアノレッスン』モーツァルト編では、講師として出演した。